# Смирнов, Василий Андреевич
Василий Андреевич Смирнов (25 февраля 1889 — 19 ноября 1979, Москва) — советский военачальник, генерал-майор (1940).

## Биография
Родился 25 февраля 1889 года в крестьянской семье в деревне Починок Селецкой волости Галичского уезда Костромской губернии.

### Военная служба
В октябре 1909 г.  Смирнов поступил на военную службу на правах вольноопределяющегося и был зачислен в 106-й пехотный Уфимский полк в г. Вильно. В августе 1910 г. откомандирован в Виленское военное училище, по окончании которого в августе 1913 г. произведен в подпоручики и назначен младшим офицером в 141-й пехотный Можайский полк в г. Орел.

#### Первая мировая война
С началом  войны в августе 1914 г. вместе с полком выступил на фронт. В составе 2-й армии генерала от кавалерии А. В. Самсонова воевал на Северо-Западном фронте в Восточной Пруссии. В августе — сентябре 1914 г. командиром полуроты этого полка участвовал в Восточно-Прусской операции. С февраля 1915 г. — командир роты и полковой адъютант, с мая — командир батальона в том же полку. 28 августа 1915 г. в ходе Виленской операции при окружении в районе ст. Бейсагала попал в плен. До декабря 1918 г. находился в лагере военнопленных под Магдебургом, после чего по обмену военнопленными вернулся на родину.

#### Гражданская война
В Гражданскую войну  Смирнов 20 июня 1919 г. был призван в РККА и назначен во 2-й запасной стрелковый полк в г. Кострома. В его составе проходил службу командиром взвода, для поручений при командире батальона, полковым адъютантом. В марте 1920 г. переведен в 7-й запасной стрелковый полк в г. Ярославль, где исполнял должности пом. полкового адъютанта и полкового адъютанта.

#### Межвоенный период
В июне 1922 г. полк был расформирован, а  Смирнов назначен адъютантом дивизионной школы 18-й стрелковой дивизии в г. Ярославль. С декабря занимал должность начальника штаба 54-го стрелкового полка, дислоцировавшегося в городах Шуя и Ростов-Ярославский. 
В мае 1926 г. переведен на ту же должность в 53-й стрелковый полк в г. Рыбинск, а с ноября — пом. командира по строевой части и врид командира этого полка. С ноября 1929 по июнь 1930 г. находился на учебе на курсах «Выстрел». 
С февраля 1931 г. командовал 9-м отдельным стрелковым территориальным батальоном в составе 3-го отдельного Рязанского полка. В январе 1934 г. этот батальон был расформирован, а  Смирнов направлен на Д. Восток, где по прибытии назначен командиром учебного батальона 118-го стрелкового полка ОКДВА. С июня вступил в командование 119-м стрелковым полком в пос. Барабаш. С сентября 1937 г. — врид начальника штаба 66-й, а с мая 1938 г. — 26-й стрелковых дивизий. В июне 1938 г. полковник  Смирнов был направлен в МВО пом. командира 17-й Горьковской стрелковой дивизии. 
С сентября 1939 г. исполнял должность начальника спецгруппы при Военном совете округа, а в декабре 1940 г. был назначен начальником Подольского стрелково-пулеметного училища.

#### Великая Отечественная война
В начале  войны в прежней должности. 5 октября 1941 г., в связи с прорывом противника под Вязьмой, генерал-майор  Смирнов по тревоге выступил с училищем под Малоярославец. С 5 по 16 октября курсанты училища под его командованием вели тяжелые бои западнее города, удерживая занимаемые оборонительные позиции. Подольские курсанты под командованием Смирнова уничтожили около 5 тысяч немецких солдат и офицеров, подбили или вывели из строя около 100 танков, потеряв при этом около 3000 человек. Лишь после прорыва противником обороны соседей и при угрозе окружения с 16 октября вынужден был начать отход. Через три дня вышел в расположение штаба 43-й армии, после чего училище заняло оборону в районе Кресты, находясь в подчинении этой армии. 25 октября оно по приказу командующего войсками МВО было снято с фронта и походным порядком передислоцировано в г. Иваново-Вознесенск. 
Затем генерал-майор Смирнов был назначен командиром 2-й Московской стрелковой дивизии. Дивизия занимала оборону во втором эшелоне по берегу канала Москва — Волга, на участке Ярославское шоссе — Долгопрудное. 7 ноября 1941 г. она приняла участие в параде войск на Красной площади. С 16 ноября ее части вели оборонительные бои вдоль Рогачевского шоссе, сдерживая противника в районе Черкизово, Узкое, Красная Поляна. Особенно ожесточенными были бои в районах Озерецкое и Горки. С 3 декабря дивизия входила в состав Московской зоны обороны. С переходом Красной армии в контрнаступление под Москвой ее части имели задачу жесткой обороной на прежнем рубеже обеспечить развертывание войск 20-й армии. 19 января 1942 г. дивизия была выведена в резерв Ставки ВГК и переименована в 129-ю стрелковую дивизию (второго формирования). Затем к 2 февраля она была передислоцирована на Северо-Западный фронт, где вошла в подчинение 1-й ударной армии. В ее составе участвовала в Демянской наступательной операции. С выходом к р. Холынья, дивизия перешла к обороне. 
3 октября 1942 г. при наступлении армии у дер. Козловы генерал-майор Смирнов был тяжело ранен и до января 1943 г. находился в госпитале. По выздоровлении он убыл на Северо-Западный фронт, где в феврале был назначен зам. начальника штаба по ВПУ 53-й армии. 
С апреля 1943 г. исполнял должность начальника отдела боевой подготовки штаба Степного ВО. В этой должности принимал участие в Курской битве, освобождении Левобережной Украины и битве за Днепр. В декабре генерал-майор  Смирнов назначен командиром 116-й Краснознаменной Харьковской дивизии. В составе 53-й, затем 5-й гвардейской армий 2-го Украинского фронта участвовал с ней в Кировоградской и Корсунь-Шевченковской наступательных операциях. В начале апреля 1944 г. дивизия вошла в подчинение 52-й армии и в ее составе участвовала в Уманско-Ботошанской и Ясско-Кишиневской наступательных операциях. В конце сентября она была переброшена в район Владимир-Волынска, где вела борьбу с украинскими националистами. На заключительном этапе войны с января 1945 г. в составе 52-й армии 1-го Украинского фронта успешно действовала в Висло-Одерской, Сандомирско-Силезской, Нижнесилезской, Берлинской и Пражской наступательных операциях. За образцовое выполнение заданий командования в боях при овладении г. Бунцлау дивизия была награждена орденом Кутузова 2-й ст.
За время войны комдив Смирнов был пять раз персонально упомянут в благодарственных в приказах Верховного Главнокомандующего.

#### Послевоенное время
После войны  продолжал командовать этой же дивизией в городе Самбор. После ее расформирования в июле 1946 г. назначен начальником военного цикла Военного педагогического института Советской армии. С мая 1948 г. — начальник 1-го отдела Стрелково-тактического комитета Сухопутных войск, с марта 1950 г. — начальник военной кафедры Московского института внешней торговли. В октябре 1954 г. уволен в запас.
Умер 19 ноября 1979 года в Москве. Похоронен на Введенском кладбище (11 уч.).

## Награды
- орден Ленина (21.02.1945)[5]
- три ордена Красного Знамени ( 23.02.1944[6], 03.11.1944[5], 15.11.1950[5] )
- орден Кутузова II степени (13.06.1944)[7]
- орден Богдана Хмельницкого II степени (25.05.1945)[8]
- орден Отечественной войны I степени (11.04.1945)[9]
- орден Тудора Владимиреску II степени (01.10.1974)[10]
  -     - медали в т.ч.:

  - «За оборону Москвы»
  - «За Победу над Германией в Великой Отечественной войне 1941—1945 гг.»
  - «Ветеран Вооружённых Сил СССР»

Приказы (благодарности) Верховного Главнокомандующего в которых отмечен В. А. Смирнов.
- За овладение штурмом мощными опорными пунктами обороны противника – городами Яссы, Тыргу-Фрумос, Унгены и захват более 200 других населенных пунктов. 22 августа 1944 года. № 168.
- За разгром группировки противника южнее Ясс, и овладение городами Роман, Бакэу, Бырлад и Хуши – стратегически важными опорными пунктами обороны противника, прикрывающими пути к центральным районам Румынии. 24 августа 1944 года № 174.
- За прорыв сильно укрепленной обороны противника северо-восточнее Будапешта, форсирование реки Дунай, и овладение важными опорными пунктами обороны противника – городами Балашшадьярмат, Ноград, Вац, Асод, Эрчи. 9 декабря 1944 года. № 217
- За овладение городами Лигниц, Штейнау, Любен, Гайнау, Ноймаркт и Кант – важными узлами коммуникаций и мощными опорными пунктами обороны немцев на западном берегу Одера. 11 февраля 1945 года. № 273.
- За овладение с боем в немецкой Силезии городом Бунцлау – важным узлом коммуникаций и сильным опорным пунктом обороны немцев на реке Бобер. 12 февраля 1945 года. № 276.

## Память
- Его имя присвоено в декабре 2010 года одной из улиц Подольска согласно Постановлению главы Подольска № 2472-п от 27 декабря 2010 года «О присвоении наименований площади, улицам, бульвару и проездам микрорайона „Кузнечики“ города Подольска».
- В киноэпопеи Юрия Озерова «Битва Москву» (1985) роль начальника Подольского пехотного училища Василия Смирнова исполнил актёр Ростислав Янковский, эти же кадры были использованы в других работах Озерова — телесериале «Трагедия века» (1993—1994) и  фильме «Великий полководец Георгий Жуков» (1995).
- В 2020 году вышел кинофильм «Подольские курсанты», посвященный подвигу подольских курсантов артиллерийского и пехотного училищ в октябре 1941 года под Москвой. В этом фильме роль Василия Смирнова сыграл актёр Роман Мадянов.